# Lavočkin La-5
Lavočkin La-5 (rusky Лавочкин Ла-5) byl sovětský jednomotorový stíhací letoun masově vyráběný a nasazený během druhé světové války. Tento typ byl následníkem vývojové řady letadel LaGG-3 a stal se jedním z nejlepších sovětských stíhacích strojů nasazených v konfliktu.

## Vznik
Nedostatečné výkony stíhacího letounu LaGG-3 již v roce 1941 hrozily zastavením jeho sériové výroby. Malý poměr výkonu řadové, kapalinou chlazené pohonné jednotky VK-105PF, což byl neustále vylepšovaný licenční motor Hispano Suiza z předválečných let, oproti těžkému draku vedl letecké konstruktéry k řadě pokusů o zlepšení letových výkonů. Jako optimální řešení se jevila instalace výkonnějšího vzduchem chlazeného dvouhvězdicového čtrnáctiválce Švecov M-82 (později Švecov AŠ-82), které se nevyužité nacházely ve skladech v počtu okolo 1000 kusů. Výroba lehkého bombardovacího letounu Su-2 totiž končila a sériová výroba dvoumotorového bombardéru Tu-2 byla přerušena z důvodu zvýšené potřeby stíhacích strojů.
Jako první začal s řešením problematiky zabudování hvězdicového motoru o velkém průměru do štíhlého draku LaGGu-3 M. I. Gudkov. Od března 1941 začal uvažovat o verzi poháněné M-82, jejíž realizaci napomohla i jeho samostatná konstrukční kancelář, kterou vedl od konce května 1941. Po německém přepadení SSSR v červnu 1941 navíc sovětská vláda vydala specifikace, kterými chtěla motivovat konstruktéry k využití motorů M-82, jejichž produkce probíhala mimo dosah bombardérů Luftwaffe. V září 1941 tak vzlétl prototyp Gudkov Gu-82, jehož pohonná jednotka M-82 byla včetně jejího lože a agregátů převzata z Su-2 a namontována do draku LaGG-3. Gudkovův tým prodloužil kryt motoru a poté co nejlépe připojil ke zbytku trupu oválného průřezu dodatečným tvarováním přišroubovanými plechy. Olejový chladič byl přemístěn na spodní část trupu a odstředivý kompresor byl zásobován vzduchem prostřednictvím dlouhého přívodu pod krytem motoru. Úpravám se nevyhnulo ani křídlo, jehož rozpětí bylo mírně zmenšeno. Kvůli zlepšení výhledu vzad byla část hřbetu za kabinou prosklena. Výzbroj tvořila čtveřice těžkých kulometů. Krátké podnikové zkoušky prokázaly dobré letové vlastnosti Gu-82, avšak situace na bojišti vedla k evakuaci OKB Gudkov z moskevského závodu č. 301. Gu-82 byl rozebrán, zabalen a odeslán do Novosibirsku. Odtud byl přemístěn dále do Gorkého, kde však již v závodu č. 21 nebyl nikdy uveden do provozuschopného stavu. Žádné oficiální testy tak nebyly provedeny avšak velení sovětského letectva si velmi dobře uvědomovalo potenciál nové stíhačky.
Koncem roku 1941 přijel S. A. Lavočkin do závodu č. 21 v Gorkém. Navzdory dobrému vztahu s lidmi ze Zkušebního leteckého ústavu lidového komisariátu leteckého průmyslu (LII NKAP) byl špatně zapsán u armádních autorit i u politiků. Obtíže s vyladěním LaGG-3 jej postavily do špatného světla a jeho tým nebyl v Gorkém skutečně vítaný. V tomto závodě byla totiž vyvíjena Polikarpovova I-16 a Pašininova I-21. A. S. Jakovlev se navíc netajil ambicemi založit zde svou OKB (Opytno-konstruktorskoje-bjuro) pro vývoj vlastního stíhacího letounu. Za této situace se Lavočkin pouštěl do studie přestavby svého draku pro obrovský motor M-82, navíc mnohem později než Gudkov. Obtíže s úpravami draku LaGG-3 Lavočkinovi připadaly nepřekonatelné a doporučil, aby se OKB soustředila na vývoj nové verze s řadovým motorem M-107.
Avšak S. M. Alexejev, který byl vedoucím konstrukční skupiny a zároveň Lavočkinovým asistentem, v přestavbě draku na Švecovův hvězdicový motor neviděl až takový problém. Získal souhlas nasadit na tento program tři členy svého týmu. K Alexejevově malé skupince, která se ujala práce na přestavbě přední části trupu se připojili i V. I. Valedinskij, vyčleněný ze Švecovovy OKB a K. Slepněv, vedoucí motorového oddělení závodu č. 21. Alexejevův tým na rozdíl od Gudkova navrhl spojovací část, která se postupně zaoblovala a od přední části pilotní kabiny trup postupně rozšiřovala přes původní konstrukci, která následně úplně zmizela. Prototyp s označením LaGG-3/M-82 (uváděno také LaG-3/M-82) byl dohotoven v prosinci 1941. Kromě nového motoru byl stroj vybaven automatickými sloty na náběžných hranách křídla. Pod horní část krytu motoru, který roztáčel třílistou vrtuli VIŠ-105P s hydraulickým nastavováním listů, byly namontovány dva synchronizované kanóny ŠVAK. Vedení závodu č. 21 bylo natolik znepokojeno, že bude muset za Lavočkinovu práci převzít zodpovědnost, že odmítlo přesunout prototyp do hangáru. Neochota ke spolupráci i negativní postoj společně s velmi studenou zimou a obtíže technického rázu způsobily odložení testů na březen 1942. Zkoušky prototypu prováděl pilot G. Miščenko, jehož posudek však vyzníval vlažně. Přestože byl LaGG-3/M-82 rychlejší v malých výškách a stoupal rychleji než standardní LaGG-3, vyžadoval příliš dlouhou VPD. Miščenko měl výhrady také k nestejnoměrnému chlazení válců motoru. Byla proto provedena celá řada úprav na samotném motoru, křidélkách a vyvážení řídících ploch.

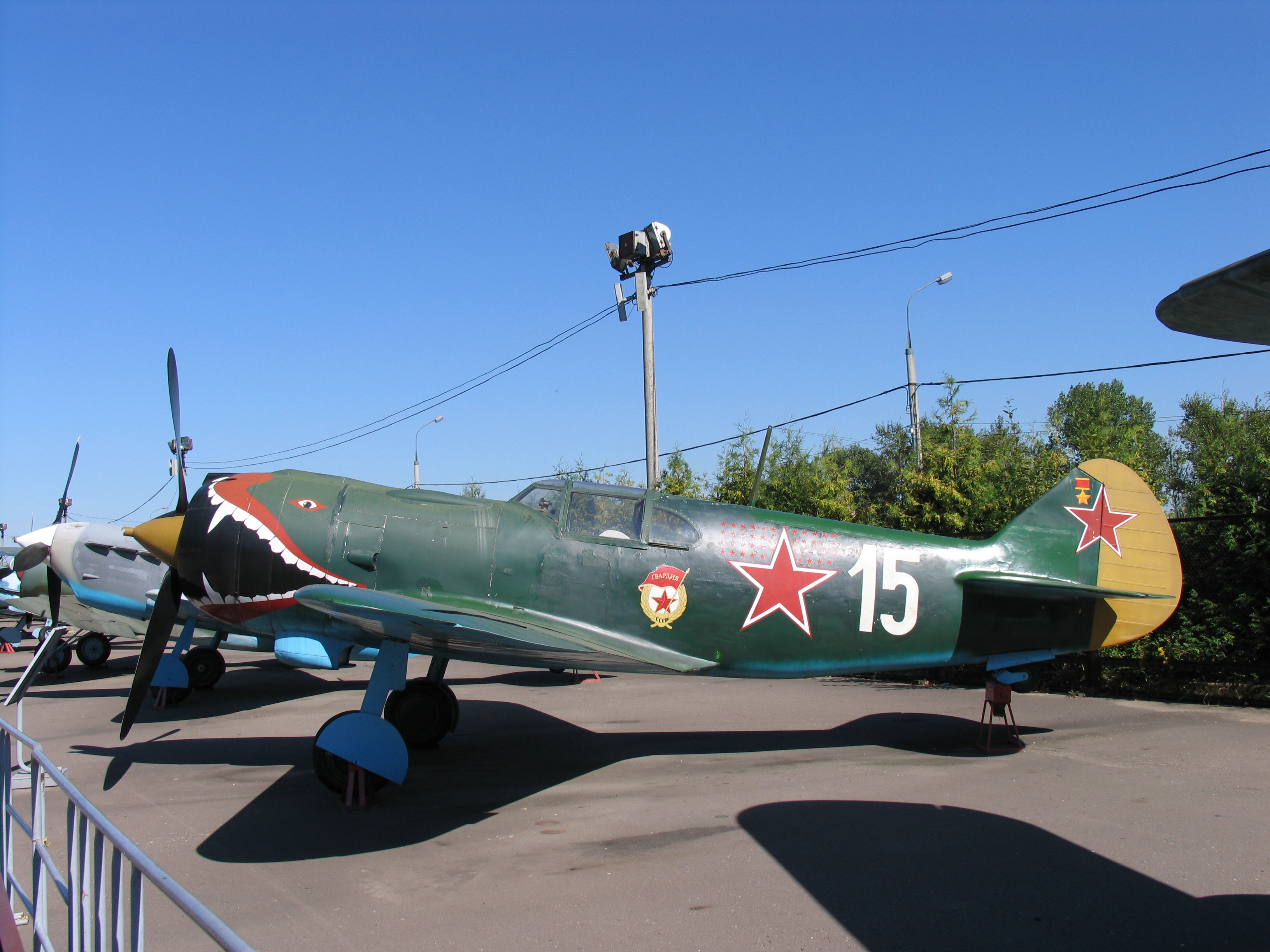
Replika La-5

V dubnu 1942 byl vládou nařízený přesun Lavočkinovy OKB do závodu č. 31, kde již byl Gorbunov, a současně rozhodla o zastavení zdejší výroby LaGG-3. Valedinskij následně sdělil Švecovovi, že se adaptace jeho motoru na LaGG-3 vyplatila a tuto informaci zopakoval i na vyšších místech. Stalin pak mnohem pečlivěji naslouchal zkušebnímu pilotu Nikašinovi, který prototyp testoval koncem března spolu s Fedorovem, který se o něm vyjadřoval také velmi dobře. Následkem toho byl vyhlášen nouzový program, který měl Lavočkinovu týmu poskytnout veškeré výsady a priority a zbavit je obtěžování ze strany vedení závodu č. 21. Mezi 9. a 14. květnem provedl prototyp celkem 11 letů a byl shledán slibným. Tento názor zásadně změnil názor na Lavočkinovu OKB a jeho stroj. Nadřízené úřady svěřily Lavočkinovi řízení závodu a pověřily ho od července 1942 výrobou nového typu spolu se závodem č. 31.
Z trojice konstruktérů LaGG-3 se rovněž Gorbunov snažil v Tbilisi o adaptaci motoru M-82 na drak stíhacího LaGGu. Při spojování pohonné jednotky s trupem však nebyl tak úspěšný, jako jeho kolegové. Nad motorem byly opět nainstalovány dva kanóny, vstup vzduchu pro sání motoru byl napolo zapuštěn do horní části motorového krytu a olejový chladič byl přesunut pod příď. Prototyp označený LaG-5 byl zkoušen počátkem roku 1942. Špatně doléhající panely krytu motoru nadměrně zvyšovaly odpor a snížily rychlost letounu na 554 km/h v hladině 6500 m. LaG-5 byl během roku schválen ovšem nepadlo žádné rozhodnutí o sériové výrobě, protože Alexejev z Lavočkinovy OKB mezitím uspěl se svým prototypem LaGG-3/M-82.
Gudkov byl tedy první, komu se podařilo vyvinout prototyp, ve kterém se drak LaGG-3 spojil s motorem M-82. Lavočkin nenesl jeho úspěch, byť jen relativní, příliš dobře a za pomoci svých přátel na NKAP provedl vše možné, aby sériové výrobě typu Gu-82 zabránil a prosadil svůj vlastní. Nejinak tomu zřejmě bylo i s prototypem Gorbunovým, který byl rovněž zapomenut.

## Vývoj
Díky úspěchu LaGG-3/M-82 bylo nařízeno okamžité zahájení výroby nového modelu s cílovými termíny dodávek v červnu až červenci 1942. Většina dobových dokumentů nový typ označuje LaG-5, některé i LaGG-5, což nebylo nikdy oficiálně vysvětleno. Protože se letoun vyráběl i v závodě č. 31, kde pracoval Gorbunov, došlo zřejmě k určité formě spolupráce mezi týmy Lavočkina a Gorbunova.

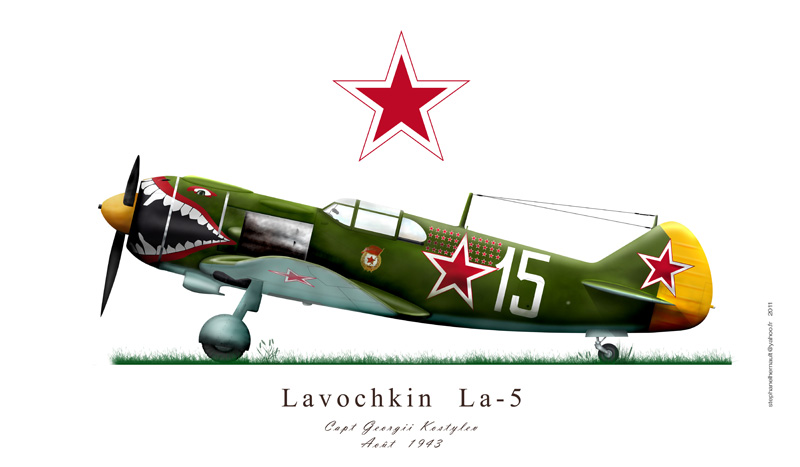
La-5, 3. GvIAP, VVS, kapitán G. D. Kostyljevov

Prvních 10 exemplářů LaG-5 bylo dokončeno během června a všechny se ihned podrobily operačním zkouškám a vylepšovacím programům. Požadavky na rychlost dodávek a vyráběné počty zajistily přejímku nových strojů bojovými útvary již během léta 1942. Veškeré závady jako vibrace kanónů při střelbě, úniky oleje z motoru, obtížný přístup do kabiny a příliš velké síly na řídící páce byly postupně odstraňovány, nebo alespoň zmírňovány. Od srpna 1942 byl každý třetí kus vybavován rádiem RSI-4 a radiokompasem RPK-10. V září 1942 daly úřady letounu definitivní označení La-5.

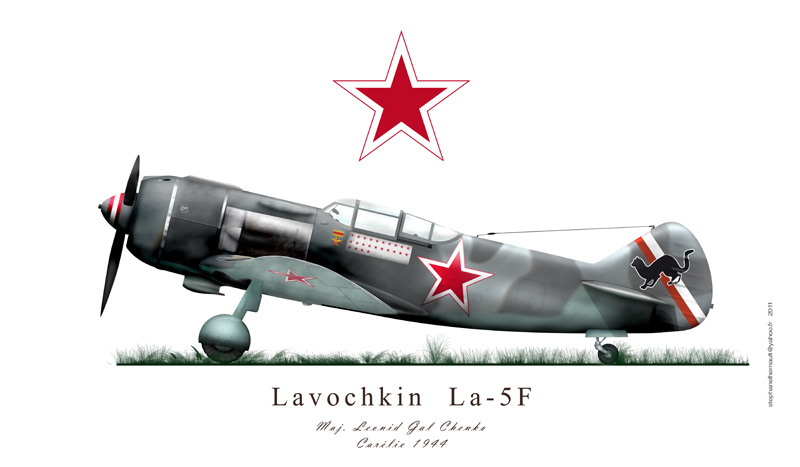
La-5F, 324. IAD, VVS, major Leonid Akimovič Galčenko

Po první návštěvě Moskvy, během níž musel Lavočkin Stalinovi zdůvodňovat, proč je výkon stíhačky La-5 ve srovnání s prototypem nižší, byl zanedlouho pozván na další pohovor, týkající se omezeného doletu téhož stroje. Stalinova žádost o zvýšení doletu a stížnosti od frontových pilotů Lavočkina donutila k překonstruování La-5. Drak získal aerodynamičtější tvar a byl odlehčen. Kryt motoru lépe přiléhal a zlepšilo se vyvážení řídících ploch i výhled z pilotní kabiny. Především však došlo k modernizaci pohonné jednotky. Čtyři La-5 byly koncem roku 1942 podrobeny společnému výzkumnému programu CAGI, LII, CIAM (Centralnyj institut aviamotorstrojenija) a Lavočkinovy OKB. Výsledkem tohoto výzkumu byl La-5F, který získal označení podle přeplňovaného motoru M-82F s vyšším nominálním výkonem, který udržoval od startu po hranici výškovosti motoru. Od 9. výrobní série z listopadu 1942 byla snížena zadní část trupu a pancéřovaná kabina byla vybavena krytem, umožňujícím výhled do všech stran. Přidáním pancéřových desek se navíc zlepšila ochrana pilotovy hlavy a ramen. Mnohé vyrobené stroje byly vybaveny pevným ostruhovým kolem, což zjednodušovalo jejich výrobu. Dvojice synchronizovaných kanónů ŠVAK byla u některých strojů redukována na jeden kanón a jeden kulomet UBS. Stejně jako dříve mohl La-5F nést pod křídlem 200 kg pum nebo šest neřízených raket RS-82. V otázce zvětšení doletu nebylo možné podniknout nic, k tomu došlo až u pozdějších verzí.
Koncem roku 1942 Švecov dodal novou verzi svého motoru M-82. Šlo o přeplňovaný M-82FNV s přímým vstřikováním. Drak byl přizpůsoben motoru a kromě změn předepsaných pro La-5F byla provedena řada dalších úprav, například dlouhý vstup vzduchu pro odstředivý kompresor na krytu motoru a boční ochranné klapky výfuku. Prototyp označený La-5FNV ve výšce 5600 m dosahoval rychlosti 619 km/h. Pohonná jednotka byla doporučena pro sériovou výrobu jako M-82FN (Forsirovanyj-Něposredstvenno). Nový výzkumný plán CAGI, LII a Lavočkinovy OKB umožnil větší úsporu hmotnosti a rekonstrukci systému dodávky paliva. Přispěním L. A. Zakse a A. I. Mindrova měl letoun nyní pouze tři samosvorné nádrže namísto pěti, umístěné v centrální části křídla o stejném objemu.
V prosinci 1942 a v lednu 1943 byl testován prototyp, který v sobě slučoval všechna vylepšení realizovaná na modelech La-5F a La-5FNV. Další byl pak zkoušen v aerodynamickém tunelu v CAGI. Oba tyto prototypy s motory M-82FN bez samostatného označení lze považovat za předchůdce varianty La-5FN. Velmi slibné testy však nebyly dokončeny kvůli problémům s kompresorem. Testovací pilot Kubiškin také kritizoval nedostatek strukturální pevnosti, která byla důsledkem přílišného šetření na hmotnosti.

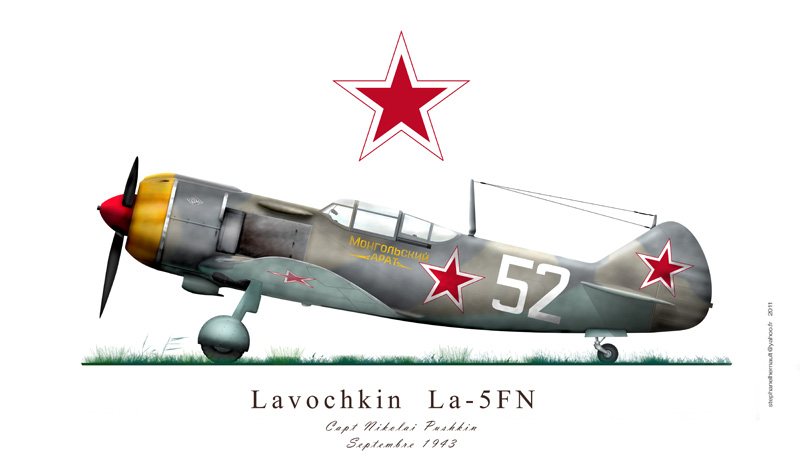
La5-FN, 2. GvIAP, VVS, kapitán Nikolaj Puškin

V březnu 1943 přišla Lavočkinova konstrukční kancelář s prvním prototypem série La-5FN, tzv. La-5 „Dubler“ (také typ 39) ze závodu č. 21. Jeho křídlo již mělo dva kovové nosníky, rozpětí bylo mírně zmenšeno a výzbroj tvořila dvojice kanónů ŠVAK pod krytem motoru. Letoun byl aerodynamicky zjemněn spolu s kvalitativně lepším dílenským zpracováním. Letové testy prováděl Lavočkinův blízký přítel A. Nikašin. Tento pilot ve stroji La-5 „Dubler“ dosáhl ve výšce 6300 m rychlosti 648 km/h. Výstup do hladiny 5000 m trval již jen 4 min 42 s a zatáčku 360° zvládl za 18,5 s. Společné úsilí Švecova a Lavočkinovi OKB konečně slavilo úspěch, který byl potvrzen vládou s požadavkem okamžité sériové výroby pod označením La-5FN.
Při schvalování sériové výroby La-5FN kladla vláda důraz na shodné výkonnostní parametry s předchozím prototypem. Nedostatek lehkých slitin však způsobil, že výrobní závody nemohly u výrobních sérií z roku 1943 vyrábět křídla s kovovými nosníky. Hmotnost La-5FN zůstávala i nadále vysoká, čímž trpěly jeho letové výkony. Během zkoušek La-5FN se navíc trhal plátěný potah ocasních ploch spolu s dalšími výrobními vadami. Nedostatek pohonných jednotek M-82FN zapříčinil odklad sériové výroby na podzim 1943 a závody tak nadále pokračovaly v produkci La-5F. Kovové nosníky křídla se nakonec uplatnily až v sérii La-5FN z května 1944, která již měla i zvětšený objem palivových nádrží na 560 l.
V roce 1943 vyvinula Lavočkinova OKB další prototyp založený na La-5F, vybavený hvězdicovým motorem M-71 s teoretickým vzletovým výkonem 2200 k. Exemplář dodaný Lavočkinovi však dával pouze 1670 k. Vstupní otvor vzduchu kompresoru se přesunul z horní části motorového krytu na spodní a systém výfukového potrubí byl překonstruován. Olejový chladič byl přemístěn do podtrupového vzduchového kanálu přímo pod těžiště. Menší motor M-71 než M-82FN umožnil zkrácení trupu prototypu o 200 mm. Stroj s označením La-5/M-71 a výzbrojí sestávající ze dvou synchronizovaných kanónů ŠVAK podstoupil testy v době od konce dubna do začátku června 1943. Specialisté LII jej na podzim intenzivně zkoušeli a ve výšce 5500 m se jim podařilo dosáhnout rychlosti 685 km/h. Teoretikové z CAGI pak předpokládali rychlost 725 km/h při slibovaném výkonu M-71. Tato nespolehlivá pohonná jednotka byla nakonec příčinou ukončení programu.
V létě roku 1943 byl představen další prototyp, tentokrát na základě draku staršího La-5F se hřbetem za kabinou, výškový přepadový stíhací letoun La-5TK (také La-5F/2TK-3). Úpravy spočívaly jen v přidání dvou turbokompresorů TK-3 konstruktéra S. Treskina k motoru M-82F, ani kokpit nebyl vybaven přetlakováním. Vzhledem k navýšení hmotnosti letounu o 500 kg byl celý program brzy ukončen.
Aby se piloti naučili ovládat La-5 a mohli na něm cvičit, upravily frontové údržbové jednotky jistý počet letounů na dvoumístné cvičné. Lavočkin o tom byl informován a rozhodl se pro vývoj skutečné cvičné varianty La-5. Za původní kabinu byla umístěna druhá pro instruktora, která byla vybavena druhou sadou řízení a přístrojů. Ze stroje byl odstraněn pravý kanón, pancéřové sklo, rádio, kyslíkové láhve, systém pro plnění nádrží netečnými plyny a pumové závěsníky. Prototyp s označením La-5UTI byl postaven v Gorkém v srpnu 1943, avšak zatím bez krytu druhé kabiny. V NII VVS jej v září otestovali piloti Kubiškin a Antipov, kteří cvičný stroj doporučili pro okamžité využití v leteckých učilištích a u záložních pluků.
Koncem roku 1943 stáhli A. K. Martinov a L. A. Zaks z CAGI přímo z výrobní linky letoun La-5FN (sér. č. 39210206), který podrobili sérii úprav, vynucených výzkumy v aerodynamickém tunelu. Ty se týkaly utěsnění krytů pohonné jednotky, změn v systémech chlazení a výfuků, překonstruování střední části křídla s kompletně uzavíratelnými podvozkovými šachtami. Dělníci dostali jako výrobní vzory modely jednotlivých součástí z hrnčířské hlíny a překližky. Díly vyrobené tímto způsobem přesně odpovídaly doporučením ze zkoušek v aerodynamickém tunelu a byly na letoun přidávány postupně, aby získal dokonale aerodynamický tvar. Prototyp byl v dokumentaci označen La-5 „206“ (zkratka jeho sériového čísla). Rozdíly ve srovnání s La-5FN byly patrné na první pohled. Vstupní otvor vzduchu pro kompresor, který vadil frontovým pilotům při míření, byl přesunut pod kryt motoru, podobně jako u La-5/M-71. Olejový chladič byl vložen do velmi malého a dokonale vytvarovaného kanálu na spodek trupu, zhruba v úrovni odtokové hrany křídla. Kryt motoru byl dokonale přizpůsoben pohonné jednotce. Duralový potah po obou stranách trupu přímo pod kabinou byl odstraněn a zmizel i stožár antény. Stroj byl předán k testovacím letům N. Adamovičovi a V. Molačajevovi z LII, kteří jej zkoušeli od 14. prosince 1943 do 10. února 1944. Zkušební lety prokázaly zvýšení rychlosti o 64 km/h oproti La-5FN, i když byl „206“ o 150 kg těžší, o 36 km/h byl rychlejší než „Dubler“ a ve výškách nad 4300 m předčil i La-5/M-71. Tyto údaje byly znovu potvrzeny zkušebními lety z 11. února 1944, které provedl pilot A. V. Nečasov. Po přečtení zprávy nadřízené orgány nařídily výrobu nového, dále zdokonaleného prototypu, který se stal předchůdcem stíhacího letounu Lavočkin La-7.

## Služba

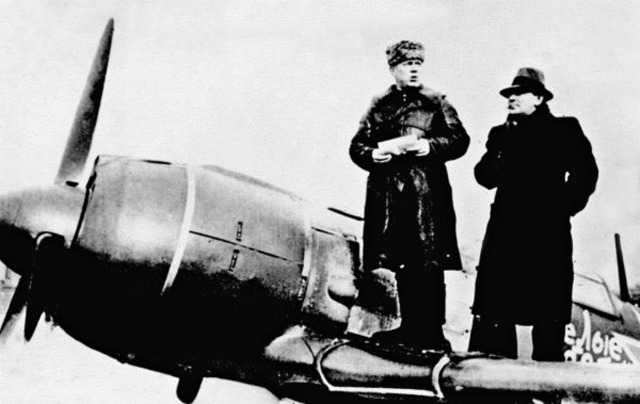
La-5F

První LaGy-5 přišly na jaře 1942 k útvarům na finské frontě. Ve stalingradské bitvě bojovaly už od listopadu stíhací pluky s letouny La-5 a La-5F.
Stroje La-5FN byly poprvé nasazeny v roce 1943 v bitvě v Kurském oblouku a sloužily až do konce války. Byly to typické frontové stroje sovětského letectva. La-5FN byl v malých výškách, pro které byl dimenzovaný, rovnocenným soupeřem německých Bf 109G a Fw 190A. Zaostával za nimi však v o něco nižší palebné síle.
Jako svůj osobní letoun letoun jej užívali i velitelé leteckých divizí a pluků vybavených jinými typy a létala na něm celá řada sovětských stíhacích es, např. Ivan Nikitovič Kožedub, Alexej Aleljuchin, V. I. Popkov, Alexej Petrovič Maresjev a Alexandr Pokryškin.

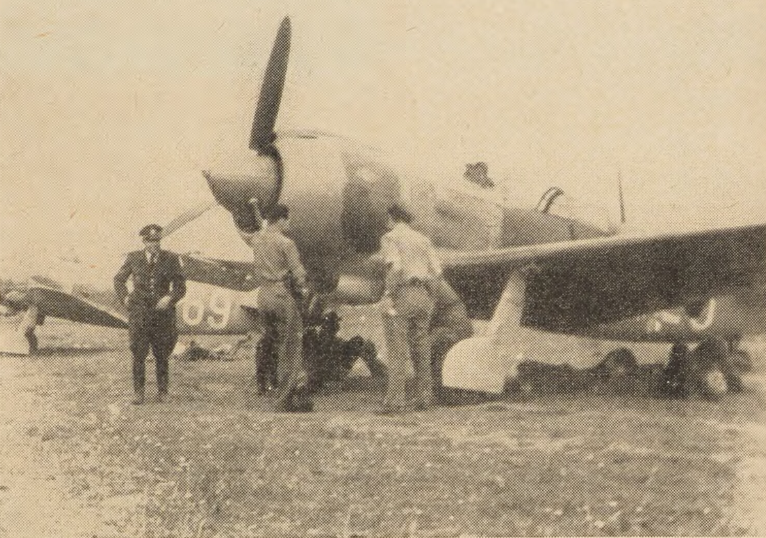
Letouny Lavočkin La-5 1. čs. samostatného leteckého pluku

Na jaře 1944 byla letouny La-5FN vyzbrojena 128. samostatná československá stíhací peruť v SSSR, přeorganizovaná později na 1. československý stíhací letecký pluk. 17. září 1944 přistálo 21 La-5FN tohoto útvaru pod velením Františka Fajtla v týlu východní fronty u vesnice Zolná na podporu SNP. Z tohoto improvizovaného polního letiště a později i z letiště Tri Duby zajišťovali piloti vzdušné krytí slovenských povstaleckých vojsk. Během bojů dosáhli devíti potvrzených a tří pravděpodobných sestřelů. 25. října pluk odstartoval k návratu za sovětské linie. V listopadu 1944 byl pluk znovu zorganizován Przeworsku a doplněn o další La-5FN, převzatými od 41. gardového pluku sovětského letectva (41. GvIAP). La-5FN tvořily také většinovou výzbroj 1. československé smíšené divize v SSSR, do které byl pluk po jejím utvoření zařazen. V polovině dubna 1945 byl z části letounů La-5FN 1. čs. SLP utvořen 2. československý stíhací pluk. Koncem dubna 1945 se 1. čs. SLP účastnil ostravské operace. K výcviku sloužily u 1. čs. smíšené divize i čtyři dvoumístné La-5UTI, které dostala v únoru 1945. S těmito čtyřmi cvičnými Lavočkiny zůstalo ve stavu divize po částečném přezbrojení na La-7 na přelomu dubna a května 1945 ještě 27 kusů La-5FN.
Nově budované poválečné československé letectvo se tak stalo jediným zahraničním uživatelem tohoto typu. V pozdějším období byly československé La-5FN přeznačeny na S-95 a La-5UTI na CS-95. Otázku dalšího používání značně opotřebovaných La-5FN řešila ve dnech 3. až 18. července 1946 komise sovětských odborníků, která zneschopnila všechny La-5 kromě dvou strojů. Pro čs. letectvo, které mělo ještě v listopadu 1946 3 La-5UTI a 13 La-5FN u 2. stíhacího leteckého pluku a 11 La-5FN u 1. stíhacího pluku, by toto rozhodnutí znamenalo značnou ztrátu, zvláště po nerealizované dodávce 60 letounů La-7. Komise československých vojenských a civilních odborníků proto v protokolu ze dne 4. října 1946 navrhovala pouze zakázání akrobacie na letounech dislokovaných v Piešťanech a s ohledem na relativně dobrý stav letounů na letišti Tri Duby provádění běžných letů v rámci výcviku. 13. prosince 1946 však MNO vyhlásilo úplný zákaz létání na La-5, které se shodovalo s doporučením druhé sovětské komise z prosince 1946. Po lámacích zkouškách vybraných kusů S-95, které probíhaly během roku 1947 ve VLÚ v Praze Letňanech, bylo umožněno obnovení provozu 23 strojů S-95 a jednoho CS-95 (stav ke dni 1. července 1948). Tyto letouny již byly na samé hranici životnosti a byly postupně vyřazovány z provozu. Posledním letuschopným strojem byl CS-95 (B-4998), který byl ještě v roce 1950 ve stavu bezpečnostního letectva.

## Popis konstrukce
Lavočkin La-5FN byl jednomístný, jednomotorový samonosný dolnoplošník. Dřevěná kostra křídel a pevných ocasních ploch byla potažená překližkou, kovová kostra pohyblivých ocasních ploch a klapek plátnem. Trup tvořila překližková poloskořepina. Krycí plechy motoru byly duralové. Hvězdicový motor poháněl kovovou trojlistou vrtuli s nastavitelným úhlem náběhu listů. Podvozek záďového typu byl plně zatahovací. Hlavní podvozkové nohy se zatahovaly směrem k trupu, ostruhové kolo vzad do trupu. Výzbroj tvořily dva pevné kanóny ŠVAK ráže 20 mm střílející okruhem vrtule. Pro každý bylo standardně k dispozici 200 nábojů. Letoun mohl nést i 8 neřízených raket RS-82, bomby do hmotnosti 500 kg nebo přídavné nádrže s palivem.

## Specifikace (La-5FN)

### Technické údaje
- Posádka: 1 (pilot)
- Délka: 8,67 m
- Rozpětí: 9,80 m
- Výška: 2,54 m
- Plocha křídel: 17,5 m²
- Prázdná hmotnost: 2 605 kg
- Vzletová hmotnost : 3 265 kg
- Maximální vzletová hmotnost: 3 402 kg
- Pohonná jednotka: 1× vzduchem chlazený, 14válcový dvouhvězdicový motor Švecov AŠ-82FN
- Výkon pohonné jednotky: 1 361 kW (1 850 k)

### Výkony
- Maximální rychlost: 648 km/h
- Dolet: 765 km
- Dostup: 11 000 m
- Stoupavost: 16,7 m/s
- Plošné zatížení: 186 kg/m²
- Poměr výkon/hmotnost: 420 W/kg

### Výzbroj
- 2× kanón ŠVAK ráže 20 mm, každý s 200 náboji, v horní části přídě
- 8× neřízené rakety RS-82 nebo až 500 kg bomb PTAB